# Седа спрутка
Седа спрутка (лат. Calidris temminckii) птица је селица из реда шљукарица. Назив рода Calidris потиче од старогрчке речи kalidris или skalidris, која се у време Аристотела употребљавала за сиву птицу која се среће у близини воде. Другу реч латинског назива је добила по холандском зоологу Кунрату Јакопу Теминку.

## Опис
Дужина тела од врха репа до врха кљуна је 13-15 центиметара, а распон крила је 34-37 центиметара. Маса птице је од 15 до 36 грама. Приближне је величине као мала спрутка, али је нешто издуженија. Има релативно кратке, светле ноге и нежно повијен кљун. Понашање је потпуно другачије од мале спрутке. Наиме, мала спрутка је прилично покретљива и динамична, док је седа спрутка спора, тиха и неупадљива. Када је узнемирена, одлеће високо, неправилно са карактеристичним оглашавањем. Иако на репу има црну пругу, он кроз двоглед и из даљине изгледа потпуно бело. Младе јединке и одрасле у зимском перју могу подсећати на минијатурну полојку. Током зиме је врло слична са малом спрутком, па треба обратити доста пажње и разликовати оглашавања, јер су погрешне детерминације честе. Ипак, горњи део тела седе спрутке је браонкастији, док мала спрутка има више бледосивих нијанси. Обојеност одраслих јединки током лета и зиме је без већих варијација.

## Распрострањење и станиште
Широко распрострањена врста у државама Старог света. Гнездећи ареал обухвата Скандинавско полуострво, север Сибира од обала Кољског полуострвана западу, па све до Чукотке на истоку. Зимује дуж Нила, у државама Сахела и источне Африке, у Индији, Индокини и на острву Борнео.
За погодно станиште у гнездћој сезони бира арктичке, грмовите и шумовите делове тундре, мада избегава екстремно хладне пределе. Углавном је налажена на обалама увала, фјордова, делта река и потока испод 250 метара надморске висине, али се може појавити и на преко 1200 метара надморске висине дубоко унутар копна. Воли крајеве са оскудном вегетацијом, ливаде са ниском травом и спорадичним грмљем, али јој одговарају и места обрасла трском или биљкама из рода Empetrum. Пешчане и шљунчане спрудове са врбовим и брезовим шибљацима такође сматра погодним за своје гнездо. Преферира да у станишту има неко узвишење са кога мужјак може да пева и да се удвара. У Скандинавији се седа спрутка гнезди у близини рибарских кућа и колиба и у индустријским зонама. Изван периода размножавања, од слатководних станишта, везана је за плавна подручја са густом вегетацијом, ободе мочвара и језера, али и за системе канала за наводњавање и таложнике отпадних вода. У литоралним зонама избегава отворене плаже, већ тражи заклоњене естуаре, лагуне и брактичне мочваре.

## Биологија
Исхрана унутар континента је обично заснована на адултним и ларвалним облицима инсеката, најчешће из реда , са малим уделом биљне материје. На морској обали у блатним наносима, својим осетљивим кљуном тражи мекушце, чланковите црве и рачиће. Храни се појединачно или у групама до 30 јединки. Док се удвара, мужјак се оглашава са неког узвишења или док лебди у ваздуху. Када женка одабере мужјака, онда следи прилично занимљив ритуал парења и бриге о леглу. Наиме, након парења женка полаже јаја у једно гнездо, одлази и пари се на другој територији са другим мужјаком где опет положи јаја на којима сама лежи. Први мужјак остаје на својој територији да лежи на јајима, али уколико дође друга женка на његову територију, париће се са њом и допустити јој да положи јаја у његово, већ пуно, гнездо. Гнездо се налази у плитком удубљењу на земљи, на отвореном или скривено међу ниском вегетацијом, а обично се налази испод грма врбе или клеке. У гнездо женка полаже 4 јаја из којих ће се птићи излећи након двадесетак дана инкубације. Убрзо након излегања птићи сами траже храну, а могу да лете већ после 15 до 18 дана. Гнездећа сезона траје између краја маја и почетка јула. Права је селица и мигрира у широком фронту преко целе Европе и Азије. Одрасле јединке младунце напуштају пре него што потпуно оперјају и одлазе на југ већ у јулу, док младе птице крећу на ово опасно путовање тек почетком августа, како би прикупиле што више масних наслага. Углавном се сели ноћу. Иако велики део популације зиму проводи у субсахарској Африци и јужној Азији, поједине јединке презимљавају и на Медитерану. Сели се у малим групама, међутим, на одмаралиштима током сеобе је избројано између 100 и 250 јединки. Процењује се да се у Европи гнезди од 58 100 до 167 000 парова, док је светска популација процењена да броји између 165 000 и 1 255 000 јединки.

## Угроженост
Станишта у којима се гнезди на Скандинавском полуострву су угрожена због прекомерног одвођења воде са обалских ливада и еутрофикације. Изградња објеката за рекреацију на подручјима на којима се гнезди, доводи до напуштања гнезда приликом инкубације због узнемиравања, гажења младунаца и повећаног страдања од стране грабљиваца. Природни непријатељи леглу и младунцима седе спрутке су: сиви галеб, шљука камењарка, сива врана, ласица, лисица и инзавивна врста из породице куна - америчка видрица. Подложна је птичјем грипу, па је веће епизоотије могу угрозити.

## Седа спрутка у Србији
Од 1843. је забележена тек неколико пута, па је све до друге половине 20. века окарактерисана као ретка пролазница. Како се орнитологија у Србији развијала, тако је седа спрутка постајала све редовнија врста током сеобе. Углавном је посматрана у малим јатима на сланим подручјима Баната и северне Бачке. У другој половини 20. и почетком 21. века је налажена редовно, али у малом броју. Највеће забележено јато је бројало до 100 птица, а обично је посматрана у групама до 10 јединки. Свега неколико пута је пронађена јужно од Саве и Дунава. Појављује се у приобаљу различитих плитких водених станишта природног или вештачког порекла. У зимском периоду није регистрована од 1950.